# شهرستان تسلینی (سرزمین آلتای)
شهرستان تسلینی (به لاتین: Tselinny District) یک منطقهٔ مسکونی در روسیه است که در سرزمین آلتای واقع شده‌است.